# Síndrome de dolor patelofemoral

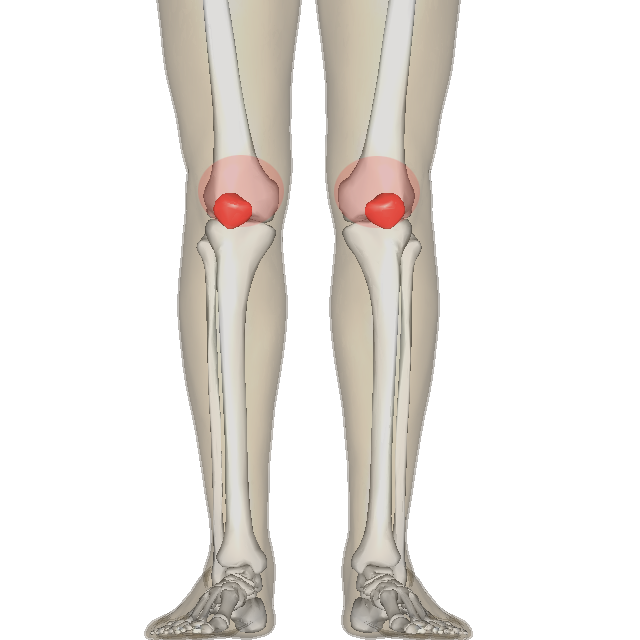
Punto del dolor

El síndrome de dolor patelofemoral o SDPF es un síndrome caracterizado por un dolor o malestar aparentemente procedente del contacto de la cara posterior de la rótula con el fémur. Muchas veces es causado por músculos de la pierna demasiados débiles, siendo el pronóstico más común en los consultorios de medicina deportiva.

## Tratamiento
Es una condición completamente tratable y curable. Se trata con la elevación de la pierna afectada y la aplicación de hielo. Se cura a través de la ejercitación gimnástica de los músculos identificados como debilitados y, en caso de que esta no funcione, mediante terapia física, que tiene una mayor eficacia test de Clarke .